# Mihail Lupoi
Mihail Lupoi (* 10. Juni 1953 in Piatra Neamț, Kreis Neamț; † 28. Juli 2012 in Bukarest) war ein rumänischer Architekt, Offizier und Politiker der Partidul România Mare (PRM) und der Partidul Național Liberal (PNL), der nach der Rumänischen Revolution 1989 und dem Sturz der Diktatur Nicolae Ceaușescus 1989 Mitglied des Consiliul Frontului Salvării Naționale (CFSN) sowie kurzzeitig 1990 Tourismusminister war. Später gehörte er noch dem Senat als Mitglied an.

## Leben
Mihail Lupoi absolvierte nach dem Schulbesuch ein Architekturstudium an der Universität für Architektur und Stadtplanung „Ion Mincu“ und war nach dessen Abschluss als Architekt tätig. Er war zudem Offizier des Heeres (Forțele Terestre Române) und beteiligte sich an der Rumänischen Revolution 1989. Am 22. Dezember 1989, während der Revolution, trat er im Rang eines Hauptmanns im Fernsehen auf und verkündete, dass die Armee auf der Seite des Volkes sei. Er wurde nach dem Sturz der Diktatur Nicolae Ceaușescus Mitglied des Rates der Front der Nationalen Rettung CFSN (Consiliul Frontului Salvării Naționale), der am 22. Dezember 1989 die Regierungsgewalt übernahm. Er gehörte diesem bis zur Bildung einer Übergangsregierung unter Petre Roman am 26. Dezember 1989 an und wurde am 2. Januar 1990 im Kabinett Roman I zunächst kommissarischer Tourismusminister und übte das Amt des Tourismusministers anschließend vom 14. Januar bis zu seiner Entlassung am 7. Februar 1990 in diesem Kabinett aus.
Bei der Parlamentswahl am 26. November 2000 wurde Lupoi für die Großrumänien-Partei PRM (Partidul România Mare) im Wahlkreis „Nr. 17 Dolj“ zum Mitglied des Senats (Senatul) gewählt und gehörte diesem nach seiner Wiederwahl bei der Parlamentswahl am 28. November 2004 bis zum 14. Dezember 2008 an. Nachdem er aus der PRM ausgetreten war, wurde er im Mai 2005 Mitglied der Nationalliberalen Partei PNL (Partidul Național Liberal). Zeitweise fungierte er auch als Vizepräsident der Parlamentarische Versammlung der NATO. Er starb am 28. Juli 2012 im Alter von 59 Jahren an Krebs und wurde auf dem Ghencea-Militärfriedhof beigesetzt.